# جورج غرينجر
جورج غرينجر (11 يناير 1887 في المملكة المتحدة - 17 أغسطس 1977)  (بالإنجليزية: George Grainger)‏ هو لاعب كريكت بريطاني (وحمل سابقاً جنسية المملكة المتحدة لبريطانيا العظمى وأيرلندا). لعب مع نادي مقاطعة ديربيشاير للكريكت ‏.